# Mustjõgi
La Mustjõgi (Mustjegi) est une rivière du comté de Võru en Estonie, l'affluent droit de la Gauja. Sa longueur est de 84 km, la superficie du bassin 1 820 km2,.

## Géographie

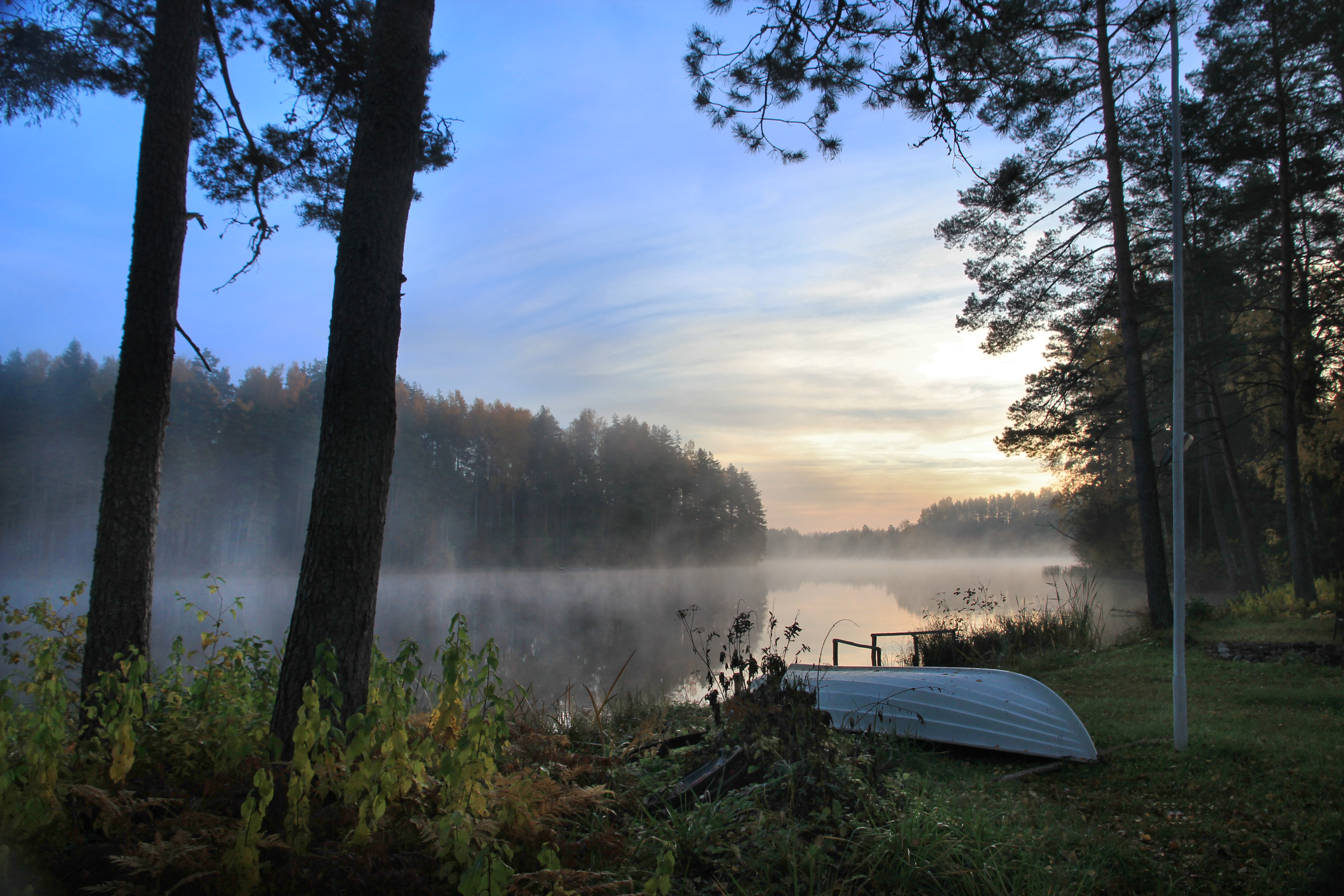
Lac Saarjärv, la source de la Mustjõgi.

La rivière Mustjõgi prend sa source dans le lac Saarjärv (ou, selon d'autres données, dans le lac voisin, le Küünimetsa), qui est situé dans le parc national de Karula à 10 km au sud de la ville d'Antsla. La rivière traverse la plaine de Khargla et se jette dans la Gauja à la frontière estonienne-lettone, 250 km avant l'embouchure de la Gauja. Le cours d'eau est long de 84 km et a un bassin versant de 1 820 km2, dont une partie est située en Lettonie. La rivière a de nombreux affluents.

## Milieu naturel
La chute du Mustjõgi n'est que de 29,7 mètres ou 0,35 mètre par kilomètre, mais l'abondance d'eau rend son débit en aval assez rapide. Le lit de la rivière est très sinueux.
Les berges au milieu de la rivière descendent en pente douce, les terres environnantes sont labourées et sont principalement utilisées comme terres agricoles; il y a beaucoup d'habitations - fermes et villages. Il y a aussi une scierie sur la rivière.
Les stocks de poissons de Mustjõgi sont riches en espèces dont goujon, rotengle, perche commune, ablette, gardon, truite. 

## Principaux affluents
- Rive droite : Ahelo jõgi 18,7 km
- Rive gauche : Vaidava 72 km, Peetri jõgi 73 km